# Episodi di Yu-Gi-Oh! (serie animata 1998)
Di seguito vengono elencati gli episodi dell'anime seriale Yu-Gi-Oh!, tratto  dall'omonimo manga di Kazuki Takahashi. L'intera serie non è mai stata adattata e distribuita in altri paesi al di fuori del Giappone.

## Lista episodi
| Nº | Titolo italiano (traduzione letterale) Giapponese 「Kanji」 - Rōmaji | In onda           | In onda |
| Nº | Titolo italiano (traduzione letterale) Giapponese 「Kanji」 - Rōmaji | Giapponese        |         |
| 1  | Scontro furioso! Il Gioco delle Ombre 「激烈バトル 闇のゲーム」 - Gekiretsu Battle, Yami no Game | 4 aprile 1998     |         |
| 1  | Yugi Mutō, un ragazzino basso e timido, cerca disperatamente di risolvere un Puzzle Millenario dell'Antico Egitto custodito da suo nonno Sugoroku, il quale i Geroglifici intagliati nella scatola recitano le parole "Colui che risolverà questo puzzle riceverà la mia conoscenza e il mio potere oscuro". Tuttavia nei secoli dei secoli nessuno è riuscito a risolverlo e tanto meno ci riesce lui. Nella classe che frequenta, Yugi viene spesso importunato da Katsuya Jonouchi e il suo amico Hiroto Honda del club di abbellimento, e viene allora difeso da Anzu Mazaki, una ragazza molto carina che frequenta anch'ella la classe. Jonouchi è infastidito dal fatto che Yugi non tira fuori il fegato allora gli ruba un pezzo del Puzzle. Ushio un ragazzo grande e grosso leader della Pubblica Morale della scuola si offre volontariamente come guardia del corpo del protagonista e picchia Jonouchi e Honda, ma Yugi corre in loro aiuto, Ushio in realtà vuole 200.000 Yen in cambio del "favore" e quando attacca anche Yugi intervengono i suoi nuovi amici che però vanno al tappeto, allora Jonouchi restituisce il pezzo del puzzle a Yugi e sviene, quest'ultimo rivela che il suo desidero era solo quello di avere dei veri amici. A questo punto compare una nuova entità che sconfigge Ushio sfidandolo in un gioco con una corda e delle carte da Poker invocando il Gioco delle Ombre (Yami no Game). Né Yugi né i suoi amici vengono a conoscenza dell'identità oscura. |                   |         |
| 2  | Il gamer diabolico e la trappola infernale 「悪魔ゲーマー 地獄の罠」 - Akuma Gamer, Jigoku no Wana | 11 aprile 1998    |         |
| 2  | Anzu e Miho (una ragazza della classe che piace a Honda), iniziano a comportarsi in modo strano, tanto che Jonouchi inizia a credere che le ragazze lavorino come accompagnatrici. In seguito si scopre che hanno cominciato a lavorare part-time nel nuovo negozio Burger World, in particolare Anzu rivela che una volta diplomata vuole andare a imparare a ballare a New York. Nel locale però si nasconde anche un pericoloso evaso fuggito di galera. Quando un poliziotto in borghese entra nel negozio si scopre che gli evasi di prigione presenti nel negozio sono due e uno di loro è un noto criminale mentre l'altro è semplicemente uno scassinatore. L'entità oscura interverrà di nuovo. |                   |         |
| 3  | Battaglia! Il mostro più potente 「激突！最強のモンスター」 - Gekitotsu! Saikyou no Monster | 18 aprile 1998    |         |
| 3  | Yugi mostra ai suoi amici un gioco di carte a cui si è appassionato, Duel Monsters, intanto in classe arriva un nuovo studente, Seto Kaiba, un ragazzo molto ricco anch'esso appassionato del gioco e campione nazionale, che chiede di poter vedere la preziosa carta che il nonno di Yugi custodisce; il Drago Bianco Occhi Blu, Seto offre denaro e numerose carte in cambio della carta, ma il vecchio rifiuta spiegando che per lui la carta ha un valore affettivo poiché è il regalo di un amico. Seto allora con un tranello scambia la carta con una falsa, ma Honda e Jonouchi lo scoprono ma vengono picchiati dalle guardie del corpo, arriva così Yugi che spiega di essersi accorto subito del furto ma che sperava in un gesto buono di Seto, allora interviene l'altro Yugi che sfida il riccone a Duel Monsters. Yugi sta per vincere il duello, ma Seto con una mossa finale riesce a chiudere la partita in pareggio e scappa perdendo però la carta, ma promette di tornare a sfidarlo. |                   |         |
| 4  | Il furto! Il rarissimo orologio mistico 「強奪！超幻の激レア時計」 - Goudatsu! Chou Maborushi no Geki Rare Dokei | 25 aprile 1998    |         |
| 4  | Honda su richiesta di Miho, fa la fila in un negozio di orologi per acquistare un rarissimo D-Shock, il quale stanno vendendo tutti i pezzi disponibili. Per sua fortuna l'ultimo pezzo riesce a prenderlo lui, tuttavia un collezionatore senza scrupoli di nome Shotaro glielo ruba ma viene trovato da Yugi. L'altrà entità viene fuori e sfida il collezionatore ad uno strano gioco dove devono avvicinare la mano all'orologio prima di essere colpiti da un pendolo gigante. |                   |         |
| 5  | È adesso rivelato!! Il segreto di Yugi 「今暴かれる！！遊戯の秘密」 - Ima Abakareru!! Yuugi no Himitsu | 2 maggio 1998     |         |
| 5  | Yugi e i suoi amici vanno a visitare un museo di un amico del nonno, il Professor Yoshibori e il proprietario Kanekura che hanno partecipato ai famosi scavi del Puzzle; quest'ultimo con una scusa si impadronisce del Puzzle del Millennio con lo scopo di venderlo. Shadi un discepolo di Anubis giudica Kanekura con la Bilancia del Millennio, mettendo la Piuma della Verità da un lato e dall'altro "il peso dei peccati dell'uomo". Shadi porge delle domande all'uomo ed esso rivela la sua avidità e la sua mente viene allora divorata dai demoni. Shadi scopre che il piccolo Yugi ha risolto il puzzle e allora usa la Croce del Millennio per entrare nelle stanze della sua mente, dove incontra l'altro Yugi. Shadi vuole conoscere il potere del Puzzle del Millennio, allora Yugi accetta in cambio di un Gioco delle Ombre. Shadi perde la sfida, ma quando sta per morire viene salvato dall'altro Yugi. |                   |         |
| 6  | Un inevitabile battaglia tra amici 「絶対絶命！！熱き友情決戦」 - Zettai Zetsumei!! Atsuki Yuujou Kessen | 9 maggio 1998     |         |
| 6  | Shadi giudica anche il Prof. Yoshibori che però nel tentativo di fuggire cade dalla finestra del suo appartamento e viene ricoverato in ospedale. Shadi ora che ha terminato i giudizi vuole conoscere a tutti i costi il potere del Puzzle del Millennio e allora con la Croce del Millennio prende in scacco la mente di Anzu per poter reincontrare l'altro Yugi, quando questi si rivela è Shadi questa volta che lo sfida ad un crudele gioco, dove in caso di perdita Anzu morirà. Per tenere a bada gli amici del ragazzo, il dispepolo di Anubis ha posseduto anche la mente di Honda che si scaglia contro Jonouchi e Miho. |                   |         |
| 7  | Trucchi disonesti, la rivolta del Digital Pet 「裏技 デジタルペット騒動」 - Urawaza Digital Pet Soudou | 16 maggio 1998    |         |
| 7  | Un nuovo gioco è in voga, il Digital Pet che consiste in un piccolo schermo dove bisogna prendersi cura di un animaletto dandogli da mangiare e pulendolo (sarebbe una versione fittizia del Tamagochi); Jonouchi, Yugi, Anzu e Miho hanno anche loro il Pet, mentre Honda inizialmente dice di non essere interessato finché Miho non parla del Pet Contest una competizione dove il vincitore riceverà come premio un viaggio per due in Australia. Kujirada, un ragazzo molto robusto (Kujira vuol dire Balena in giapponese) inizia a comportarsi in modo selvaggio sperperando molto denaro. Yugi si accorge che Haiyama un ricco ragazzo basso e apparentemente timido e gentile, paga delle "tangenti" a Kujirada, quest'ultimo sconfigge tutti i Pet eccetto quello di Honda, e allora rapisce Miho. Si scopre che in realtà Haiyama trattava Kujirada come un Pet dandogli del denaro e lo frustava selvaggiamente. Dopo che questi colpisce a colpi di frustate Honda e Yugi, appare l'entità oscura che sfida Haiyama in un Gioco delle Ombre con i Pet. |                   |         |
| 8  | Il movimento del Game Shitennou 「ゲーム四天王ついに動く」 - Game Shitennou Tsui ni Ugoku | 23 maggio 1998    |         |
| 8  | Seto Kaiba torna all'azione e fa scortare dall'Inghilterra il Barone Didory Sheldan un anziano uomo raffinato che interagisce con le sue bambole, in particolare con quella che porta con sé Fiona per farlo combattere con Yugi Muto. Sheldan inizialmente si finge una donna dell'infermeria della scuola giocando a Duel Monsters con Yugi, ma vince facilmente portandogli via come premio una carta. Per fare in modo che l'altra entità venga fuori, Seto rapisce Yugi e lo porta nella Mansione delle Bambole di Sheldan che si rivela essere uno dei Quattro Maestri di Gioco (Game Shitennou in originale). Quando Yugi viene messo in seria difficoltà, l'altro lui viene fuori e dà vita ad un grande duello contro il Barone Sheldan. |                   |         |
| 9  | Esplosiva! La tecnica segreta finale dello Yo-Yo 「炸裂 ヨーヨー 究極の秘技」 - Sakuretsu Yo-Yo Kyukyoku no Higi | 30 maggio 1998    |         |
| 9  | Nelle strade della città di Domino è in voga un nuovo gioco di Yo-Yo. Una banda di teppisti utilizza li Yo-Yo come armi per combattere con altre bande e portare via denaro alle persone. Jonouchi che aveva promesso ai suoi amici che avrebbe fermato la banda, scompare misteriosamente. Yugi, Miho, Anzu e Honda si recano a casa sua ma vengono cacciati da un violento ubriacone. Honda spiega che quello è il padre di Jonouchi e che per questo motivo non invita mai gente a casa, inoltre aggiunge che alle medie era un teppistello e che si sono conosciuti durante una maratona di corse. Honda e gli altri trovano Jonouchi unito alla banda il cui capo è Hirotani, un bullo che alle medie se la faceva proprio con Jonouchi; quest'ultimo sembra essere tornato quello di un tempo e non esita a colpire con un pugno allo stomaco il suo migliore amico Honda, intanto Yugi viene rapito e allora Jonouchi torna in sé e affronta Hirotani usando la sua tecnica dello Yo-Yo Il cane che cammina, mentre l'altro Yugi interviene come sempre e sconfigge il resto della banda. |                   |         |
| 10 | La pressione della bellissima insegnante. La maschera segreta 「迫る美人教師 秘密の仮面」 - Semaru Bujin Syoushi, Himitsu no Kamen | 6 giugno 1998     |         |
| 10 | La bella sensei Chono crea delle regole molto restrittive a scuola e sembra non avere a cuore gli studenti. Intanto Mayumi una compagna di classe di Anzu e compagnia, si prende una cotta per Jonouchi, e sotto consiglio di Sugoroku Muto (il nonno di Yugi) gli regala un puzzle, dove una volta completato esce fuori la confessione d'amore. Mayumi con l'aiuto di Anzu, Miho e Yugi mette il regalo sotto il banco di Jonouchi, ma questi quando lo trova si fa scoprire dall'insegnante che sequestra il regalo e inizia a completare il puzzle rischiando di rivelare a tutta la classe la cotta di Mayumi, allora Anzu la ferma e si prende la colpa manifestando di essere assolutamente contraria ad alcune regole troppo rigide che non permettono nemmeno agli studenti di lavorare part-time, allora decide di raccogliere delle firme per far revisionare le regole. La professoressa Chono sfrutta la sua bellezza e la sua posizione per mettere insegnanti e studenti contro Anzu, tanto da far scoppiare una rissa con Jonouchi. Anzu rischia la sospensione, ma nel momento in cui Yugi scopre che gli studenti della rissa erano d'accordo con la Prof. Chono, fuoriesce l'altra entità e sfida in cambio del silenzio su ciò che ha appena visto, la Prof. Chono, che in caso di sconfitta non espellerà Anzu. Il gioco consiste nel rimettere a posto i pezzi di due specchi andati in frantumi come se fossero dei puzzle, con delle bende agli occhi, ma la sensei bara sfilandosi la benda. |                   |         |
| 11 | Il debutto del famoso Capmon 「噂のカプモン 新登場だぜ」 - Uwasa no Capmon, Shintoujou Daze | 13 giugno 1998    |         |
| 11 | Miho riceve un regalo da un ammiratore segreto, contenente dei gioielli e dei Capsule Monsters detti Capmon, un nuovo gioco dove si usano delle ovette che contengono dei mostri con un livello specifico che si affrontano in una scacchiera simile a quella degli scacchi. L'ammiratore è un appassionato di Capmon di nome Warashibe amico di Yugi. Warashibe è un grande collezionatore di Capmon e si convince che lui e Miho sono legati dal destino e che lei "diventerà" una Dea di Capmon. Con l'aiuto di Yugi tenta di fare colpo su Miho ma quest'ultima lo respinge e Honda promette di proteggerla. Warashibe nella mensa della scuola di Domino, mette del cibo avariato nel pranzo di Jonouchi, Anzu e Honda che sentendosi male finiscono in infermeria. Miho infuriata va insieme a Yugi nel "covo" di Warashibe, ma il ragazzo li chiude dentro e sfida Miho in una partita a Capmon, dove se vince, lei dovrà far parte della sua collezione; la ragazza accetta ma stranamente il distributore di Capmon consegna mostri di livello 1 a Miho e di 4-5 a Warashibe che ovviamente ha netto vantaggio. Yugi scopre il trucco ma Warashibe fa cadere delle spranghe che fanno svenire la ragazza, che però viene salvato dall’Altro Yugi apparso in quel momento. L'altro Yugi riprende la partita di Miho nonostante il netto svantaggio. |                   |         |
| 12 | La grande fortuna del nemico, l'imbattibile leggenda 「強運を呼ぶ敵 不敗の神話」 - Kyouun wo Yobu Teki, Fuhai no Shinwa | 20 giugno 1998    |         |
| 12 | Ryuichi Fuwa, campione indiscusso del quiz televisivo Big Money! Game De Get Show, possiede un'abilità innata, ovvero è baciato dalla fortuna per ogni cosa. A qualunque gioco partecipa vince. In realtà Fuwa è il secondo Game Shitennou inviato da Seto Kaiba per sconfiggere l'altro Yugi. In un primo momento Ryuichi sconfigge in giochi diversi Yugi e Jonouchi, dimostrandosi anche molto crudele, appare allora l'altra entità e lo sfida alla Concentrazione Elettrica, un gioco dove bisogna scegliere due carte da Poker coperte e fare coppia di numeri, se si sbaglia si riceve una scossa elettrica, l'altro Yugi gioca d'astuzia e in qualche modo gli ritorce contro la fortuna. |                   |         |
| 13 | L'artiglio della predizione! L'obiettivo sono ragazze 「女生徒を狙う大予言の牙」 - Joseito o nerau dai yogen no kiba | 27 giugno 1998    |         |
| 13 | Alla scuola di Domino, gira un presunto chiaroveggente che si fa chiamare Venerabile Kokurano, il quale dimostra concretamente di possedere il potere di predire gli eventi. Yugi, Miho e Anzu non ci credono, a differenza invece di Jonouchi, Honda e tutti gli alunni della scuola, in particolare le ragazze. Kokurano, ogni qual volta si verifica un evento, tira fuori un foglietto di carta con sopra scritto l'evento, ma quando Anzu insinua che sia tutto un imbroglio e Yugi dice che probabilmente il veggente prepara una variante di foglietti con le previsioni, questi per farsi credere da tutti rivela una profezia su Jonouchi dicendogli che "una luce gli si sarebbe abbattuta addosso", poco dopo nella palestra un neon cade sul ragazzo, così Anzu crede nel mago, che fa una previsione anche su di lei: dicendole che qualcuno la spia. Anzu spera sia quella strana persona di cui ha udito la voce nel secondo episodio, dove tutti erano bendati e quindi nessuno aveva potuto riconoscere l'altro Yugi, di cui tuttora nessuno è a conoscenza, nemmeno lo stesso Yugi, allora Kokurano le rivela che la persona si mostrerà presto in un luogo preciso. Il mago fa una previsione anche su Yugi, dicendogli che la sfortuna si abbatterà su di lui. Mentre questi è in biblioteca, gli archivi dei libri precipitano addosso al ragazzo, per fortuna però la trasformazione prende il sopravvento, così salvandosi. Yami Yugi ha svisto il colpevole, ovvero il chiaroveggente Kokurano, esso infatti utilizzava una miriade di foglietti pronti e in altri casi causava direttamente le "profezie", in quel momento va da Anzu, e l'addormenta con del cloroformio per delle non precisate intenzioni, ma per sua sfortuna interviene Yugi e lo sfida ad un Gioco delle Ombre con un orologio e due bottiglie di cloroformio attaccate ad uno spago sulle lancette. |                   |         |
| 14 | Il peggiore appuntamento in un gioco esplosivo 「爆破ゲームで最悪デート」 - Bakuha game de saiaku date | 4 luglio 1998     |         |
| 14 | In città gira un pericoloso Bombarolo che mette in difficoltà la Polizia sfidandoli a degli indovinelli complessi, dove per mancata risposta esatta fa esplodere gli ordigni che ha piazzato. Intanto Anzu è certa di essere stata salvata dal personaggio misterioso, perché dopo che l'altro Yugi l'aveva salvata da Kokurano, anche se mezza-addormentata dal cloroformio, ha potuto udire la voce e vedere la ferita sulla mano, nota però che la stessa ferita è presente sulla mano di Yugi. Allora Anzu, per scoprire la verità, invita Yugi a passare con lei una giornata al Luna Park, mentre Yugi è molto imbarazzato e palesemente cotto di lei, Anzu invece attende l'arrivo del suo sospettato alter ego, di cui invece lei è attratta. Honda, Miho e Jonouchi li seguono per scoprire se tra loro c'è qualcosa, allora Anzu infastidita sale su una cabina della Ruota panoramica, per sua sfortuna però, la ruota del parco è il luogo scelto dal bombarolo. L'ispettore di Polizia non essendo in grado di risolvere il gioco, cerca un sostituto, interviene allora l'entità di Yugi che prende le redini del gioco, ma stavolta la sfida sarà più dura del solito in quanto l'indovinello è molto difficile perfino per lui e la vita di Anzu e di altri due civili è in pericolo. |                   |         |
| 15 | La ragazza spaventosa! Impossibile trasformarsi! 「怖～い女!!変身できない」 - Kowaai onna!! Henshin dekinai | 11 luglio 1998    |         |
| 15 | Nel negozio di Sugoroku Muto, si parla di Duel Monsters, dove anche Anzu sta iniziando a giocare, quest'ultima è sicura che il Bombarolo è stato battuto dalla seconda personalità del ragazzo. Anzu per pura fortuna trova in un set di carte Violet Hekate, una rarissima carta ma decide di regalarla a Yugi. Quest'ultimo riceve una lettera d'amore da una certa Risa Kageyama, all'apparenza una ragazza carina, che inizia a prendersi cura di Yugi, in realtà sono le 3 vere Hekate, dal volto spaventoso, che possiedono le due carte correlate e manca proprio la Violet, questi allora rubano il Puzzle del Millennio e sfidano Yugi che è un po' febbricitante, e probabilmente per questo non riesce a trasformarsi. Le sue carte non possono niente contro quelle di Risa e viene sconfitto, a quel punto però interviene Seto Kaiba che prende il posto di Yugi e sconfigge le tre donne usando due Draghi Bianchi Occhi Blu sotto lo stupore di tutti, salvando così Yugi e il suo Puzzle, il suo comunque non sembra un gesto altruista e prima di andarsene riferisce che lui sarà l'unico a sconfiggerlo. |                   |         |
| 16 | Pericolo col camice bianco 「イッパツ逆転 白衣の危機」 - Ippatsu gyakuten - Hakui no kiki | 18 luglio 1998    |         |
| 16 | A causa della negligenza del Dottore dell'ospedale, Gouyuu, molti pazienti perdono la vita, nello stesso ospedale è ricoverata per un qualche malore di cui soffre fin dalla nascita, Shizuka, la sorella di Jonouchi che vive con la madre divorziata (mentre lui col padre), Jonouchi inizialmente tiene nascosta agli amici la sorella e per difendere Yugi da dei teppistelli si ferisce lievemente, e viene curato dall'infermiera dell'ospedale Miyuki, il ragazzo si innamora dell'infermiera. Il dr. Gouyuu ci prova sfacciatamente con Miyuki ma viene rifiutato, irritata anche dal fatto che il dottore preferisce giocare a golf invece di visitare i pazienti. Il dr. Gouyuu la fa licenziare dall'ospedale, allora Jonouchi infuriato va dal dottore, che però lo minaccia dicendo che in caso di denuncia farà dimettere la sorella dall'ospedale, visto che in questo ci sono le attrezzature necessarie per curare il suo malore. L'altro Yugi interviene e registra una conversazione compromettente del dottore e lo sfida ad un gioco a golf in cambio del nastro. |                   |         |
| 17 | Match all'ultimo minuto! L'invito della modella 「ギリギリ勝負 誘うモデル」 - Girigiri shoubu - Sasou model | 25 luglio 1998    |         |
| 17 | La famosa modella Aileen Rao viene in Giappone chiamata da Seto Kaiba per sconfiggere Yugi Muto, lei infatti è il terzo Game Shitennou, subito viene mostrata la sua abilità, la modella sfida un facoltoso calciatore di nome Hirada, ad un gioco chiamato Raijinhai, simile allo shōgi (gli scacchi giapponesi), il prezzo della sconfitta è qualcosa di importante dello sconfitto, il giocatore infatti viene trovato con delle ferite alle gambe che non gli permetteranno mai più di giocare a calcio. Anzu è fan della modella perché pubblica dei video con esercizi di danza, e grazie a questo Aileen invita lei e Yugi nella sua dimora, mentre sono lì, Aileen ipnotizza Anzu e sfida Yugi a Raijinhai, perché capisce che la cosa importante per Yugi è Anzu, così l'altra entità viene subito fuori. Il gioco consiste in 10 pedine ciascuno, e ad ogni turno i giocatori né schierano una in campo. Nonostante la bravura dell'altro Yugi, Aileen è in netto vantaggio e sembra che intuisca ogni mossa di Yugi solo guardandolo in faccia, allora il ragazzo cambia tattica schierando una pedina in campo senza guardarla e capisce la tecnica dell'avversaria, allora la situazione si capovolge e l'altro Yugi vince liberando Anzu, i due comunque apprezzano le reciproche abilità. Aileen Rao viene cacciata da Seto Kaiba, ma la modella sembra essersi innamorata di Yugi. |                   |         |
| 18 | Non toccare il gioco proibito 「禁断ゲームに手を出すな」 - Kindan Game ni te o dasu na | 1º agosto 1998    |         |
| 18 | Imori un compagno di classe di Yugi, Honda e Jonouchi, solo e senza amici, viene salvato dai suoi compagni dall'incontro con dei bulli. Imori invita a casa il suo nuovo amico Yugi e gli svela un tunnel sotterraneo a casa sua dove è custodito il Dragon Block un vaso tramandato da generazioni dall'antica Cina, che secondo Sugoroku Muto non deve mai essere rimosso il sigillo. I bulli tormentano ancora Imori e inavvertitamente si toglie il sigillo dal vaso, così la personalità del ragazzo cambia, ed uno strano evento fa sprofondare un'isola disabitata, facendo saltare il viaggio di Miho e uno dei bulli viene ricoverato incosciente in ospedale. Quando Yugi rifiuta di dare i suoi compiti a Imori, questi gli ruba il Puzzle del Millennio e lo sfida a Dragon Block, dove chi perde il duello perderà l'anima. Yugi viene battuto ma prima che la sua anima venga risucchiata, riesce a toccare il puzzle, così l'altro Yugi prende il suo posto nel combattimento per recuperare l'anima perduta. |                   |         |
| 19 | Gran melee!! Il Contest della popolarità 「大乱戦!!人気コンテスト」 - Dai ransen!! Ninki Contest | 8 agosto 1998     |         |
| 19 | Honda vuole incrementare il budget del Club di abbellimento poiché un suo compagno ha speso parte dei fondi per creare un fan club dedicato a Kaoruko Himekoji la ragazza più popolare della scuola di Domino, siccome Hiroto sostiene che la numero uno è Miho Nosaka, decidono di fare un Ninki Contest (Contest della popolarità) per definire chi sarà la ragazza più popolare, in palio due biglietti per un musical a Broadway, dove si iscrivono Anzu e Jonouchi (anche se è un maschio) mentre Miho accetta di partecipare solo quando vede un misterioso personaggio dai capelli grigi, di cui si innamora, che ha incontrato Yugi. Questo strano ragazzo gentile dice a Yugi che spesso gli capita di perdere la memoria e nello stesso momento il Puzzle del Millennio reagisce. Honda raduna molti fan per Miho, mentre Yugi per Anzu, l'unico a non avere nessuno dalla sua parte è Jonouchi, che alla prima prova si traveste da Marilyn Monroe suscitando l'ira del pubblico che lo prende a torte in faccia, Katsuya scende giù nel palco per punire i colpevoli e viene squalificato. Anzu invece nella sua prova vorrebbe ballare con una canzone Hip Hop ma Kaoruko vigliaccamente fa sostituire l'audiocassetta, così Anzu non riesce a ballare con una canzone totalmente diversa e viene squalificata, a Miho invece Kaoruko distrugge il costume da bagno della prova successiva, ma Anzu prende in prestito un abito di scena da sirena così Miho può continuare e arriva in finale contro Kaoruko. Himekoji addormenta Miho con del cloroformio e le strappa il vestito, in modo che non disputi la finale, così Kaoruko vince per forfait, l'altro Yugi allora compare e sfida Kaoruko ad un Gioco delle Ombre, dove entrambi a turno pescano un numero qualunque delle rose che Himekoji porta con sé e chi pesca l'ultimo perde, la ragazza crede di vincere matematicamente ma le cose invece non andranno così. Dopo la sconfitta Kaoruko ha delle visioni in cui vede il suo corpo invecchiare e si presenta sul palcoscenico in stato confusionale, intanto Yugi tornato normale, si rende conto di non ricordarsi niente, proprio come aveva detto lo strano ragazzo. |                   |         |
| 20 | Eccolo! L'ultima e definitiva carta 「出たッ！最強最後の切札」 - Detaa! Saikyou saigo no kirifuda | 15 agosto 1998    |         |
| 20 | Seto Kaiba rileva la compagnia del padre Gozaburo Kaiba avendo una percentuale di azioni più alta e risveglia Daimon, un vecchio malato terminale esperto di carte, che la Kaiba Corporation tiene in vita con delle macchine, questi altri non è che l'ultimo Game Shitennou e maestro di Duel Monsters di Seto, mandato a sconfiggere Yugi Muto. Daimon si rivela essere una brava persona ma totalmente devoto a Seto perché quando quest'ultimo era bambino lo veniva a trovare sempre in ospedale. In una situazione di pericolo, l'altro Yugi viene fuori e duella con Daimon e vince la partita con non poche difficoltà, alla fine il vecchio sussurra a Yugi che Seto è profondamente cambiato e gli chiede di farlo tornare come una volta. |                   |         |
| 21 | Finito! Il grande Game Land 「完成!!究極ゲームランド」 - Kansei!! Kyuukyoku Game Land | 22 agosto 1998    |         |
| 21 | Mentre Yugi e i suoi compagni sono in sala giochi con il nuovo amico Bakura, Seto, rapisce il nonno Sugoroku e sfida Yugi ad andare al salvarlo nel Game Land creato da Kaiba. Intanto Bakura inizia a pensare che i suoi vuoti di memoria siano dipesi dallo strano medaglione appeso al collo. |                   |         |
| 22 | Distruggilo! Uno sparo crudele 「破れ 限界シューティング」 - Yabure - Genkai shooting | 29 agosto 1998    |         |
| 22 | Il nonno di Yugi sfida il giovante Seto Kaiba a Duel Monsters per evitare che suo nipote combatta contro di lui, usando il Drago Bianco Occhi Blu ma viene sconfitto, infatti Kaiba ne possiede già ben tre. Yugi e i suoi amici devono superare la prima prova, giocare per davvero ad un gioco spara-tutto, vincendo fortuitamente grazie a Miho. Il secondo test invece prevede la risoluzione di un enigma. |                   |         |
| 23 | Il Re Capmon! Battaglia Finale!! 「カプモン王（キング）！頂上決戦!!」 - Kapumon Ou (King)! Choujou Kessen!! | 5 settembre 1998  |         |
| 23 | Nella terza missione dove il gruppo di amici devono salvarsi da dei blocchi di cemento, Honda rimane bloccato nella stanza per far uscire i propri compagni. Nella nuova battaglia Yugi deve affrontare il campione di Capsule Monsters; Mokuba Kaiba. In caso di sconfitta è previsto un terribile Punishment Game. Per sconfiggerlo è necessario l'intervento dell'altro Yugi, che però decide di salvare Mokuba dalla punizione. |                   |         |
| 24 | Adesso! Il miracolo dell'amicizia e la decisione 「今！決着の時 奇跡の友情」 - Ima! Ketsui no toki - Kiseki no yuujou | 12 settembre 1998 |         |
| 24 | Nel nuovo test Jonouchi e Miho devono affrontare Aileen Rao e Ryuichi Fuwa in un reale picchia-duro. Yugi affronta intanto il duello finale contro Seto Kaiba. Il combattimento è equilibrato finché Seto non mette in campo tutti e tre i Draghi Bianchi Occhi Blu, a quel punto Yugi è spacciato. Jonouchi e Miho anche loro in difficoltà, ritrovano l'animo e sconfiggono i due avversari. Yugi ponendo fiducia in se stesso, nel suo deck e nei suoi amici, si gioca il suo ultimo asso; Exodia il Proibito, riuscendo a pescare tutte e 5 le carte e vincendo l'incontro. Yugi a questo punto usa il potere del Mind Crush rimuovendo la parte malvagia che aveva ormai offuscato l'anima di Seto Kaiba. |                   |         |
| 25 | Una nuova battaglia! L'attacco del giovane ragazzo bello 「新たなる展開 襲う美少年」 - Aratanaru tenkai - Osou bishonen | 26 settembre 1998 |         |
| 25 | La parte oscura dell'Anello del Millennio ha ormai preso possesso del giovane Ryo Bakura intento ad appropriarsi del Puzzle del Millennio di Yugi. Così invita gli amici a casa e li sfida ad un gioco da tavolo chiamato Monster World. Bakura trasforma tutti i suoi amici, ad eccezione di Yugi, nei pupazzi del gioco trasferendo la loro anima, che così dovranno lottare per davvero ed in caso di sconfitta rimarranno dei pupazzetti. Anche Yugi per combattere con i compagni si fa trasferire l'anima, ma con gran sorpresa l'altro Yugi invece rimane fuori dal campo che così può guidare i suoi. Bakura mette in campo il suo mostro più potente Zorck. |                   |         |
| 26 | La grande crisi e il violento rivale 「ライバル激突 最大ピンチ」 - Rival Gekitotsu - Saidai Pinch | 3 ottobre 1998    |         |
| 26 | Yugi rassicura i suoi amici che sconfiggerà il potente Zorck. Dopo varie peripezie riescono a colpire tutti insieme il mostro con un attacco fortissimo ma senza riuscire a sconfiggerlo definitivamente. |                   |         |
| 27 | L'amicizia - Da leggenda a mito 「友情 伝説から神話へ」 - Yuujou - Densetsu kara shinwa he | 10 ottobre 1998   |         |
| 27 | Per assicurarsi la vittoria, Bakura utilizza dei Mind Dice, ovvero dei dadi con anime racchiuse all'interno che rispondono al suo volere e che quindi possono far uscire il punteggio che lo farà vincere, ma, nonostante tutto, i pg di Yugi (cioè i suoi amici) restano in vita con un solo punto. Intanto il vero Ryo Bakura inizia a lottare per salvare i suoi amici appropriandosi della mano sinistra, questo grazie alla ferita inflitta al braccio sinistro a Zorck, che oltretutto inizia a manipolare anche il Mind Dice per aiutare Yugi. Ma Bakura, ha ancora un asso e usa la forma finale di Zorck aumentandolo di livello ma quando sembra sul punto di vincere, il vero Bakura gli distrugge i dadi e così Yugi lo sconfigge liberando tutti. |                   |         |